# Кукушкінська сільська рада
Куку́шкінська сільська́ ра́да — адміністративно-територіальна одиниця та орган місцевого самоврядування в Роздольненському районі Автономної Республіки Крим. Адміністративний центр — село Кукушкіне.

## Загальні відомості
- Населення ради: 1 787 осіб (станом на 2001 рік)

## Населені пункти
Сільській раді були підпорядковані населені пункти:
- с. Кукушкіне
- с. Вогні

## Склад ради
Рада складалася з 16 депутатів та голови.
- Голова ради: Вишинська Тетяна Петрівна

### Керівний склад попередніх скликань
| Прізвище, ім'я, по батькові   | Основні відомості                                                         | Дата обрання | Дата звільнення |
| ----------------------------- | ------------------------------------------------------------------------- | ------------ | --------------- |
| Богданова Валентина Микитівна | Сільський голова, 1954 року народження, освіта вища, член Партії «Союз»   | 26.03.2006   | 31.10.2010      |
| Богданова Валентина Микитівна | Сільський голова, 1954 року народження, освіта вища, член Партії регіонів | 31.10.2010   | 02.06.2013      |
| Вишинська Тетяна Петрівна     | Сільський голова, 1974 року народження, освіта вища, член Партії регіонів | 02.06.2013   |                 |

Примітка: таблиця складена за даними сайту Верховної Ради України

### Депутати
За результатами місцевих виборів 2010 року депутатами ради стали:

#### За суб'єктами висування
| Суб'єкт висування                 | Кількість обраних депутатів | %    |
| --------------------------------- | --------------------------- | ---- |
| Партія регіонів                   | 12                          | 75   |
| Самовисування                     | 3                           | 18,8 |
| Політична партія «Союз Лівих Сил» | 1                           | 6,3  |

#### За округами
| № округу                          | Прізвище, ім'я, по батькові    | Дата визнання обраним | Освіта             | Партійна приналежність                  | Відомості про обраного депутата              |
| --------------------------------- | ------------------------------ | --------------------- | ------------------ | --------------------------------------- | -------------------------------------------- |
| Партія регіонів                   |                                |                       |                    |                                         |                                              |
| 1                                 | Тіхонова Ольга Альбертівна     | 01.11.2010            | вища               | член Партії регіонів                    | Роздольненська ЦРЛ, медсестра                |
| 2                                 | Зятева Світлана Миколаївна     | 01.11.2010            | вища               | член Партії регіонів                    | Кукушкінська сільська рада, землевпорядник   |
| 3                                 | Богач Любов Іванівна           | 01.11.2010            | вища               | член Партії регіонів                    | Роздольненський маслоробний завод, продавець |
| 4                                 | Марценюк Любов Іллівна         | 01.11.2010            | вища               | член Партії регіонів                    | Кукушкінська сільська рада, вихователь       |
| 6                                 | Сосніна Тамара Григорівна      | 01.11.2010            | вища               | член Партії регіонів                    | пенсіонер                                    |
| 7                                 | Звягіна Ольга Олексіївна       | 01.11.2010            | середня            | член Партії регіонів                    | тимчасово не працює                          |
| 9                                 | Василенко Наталія Миколаївна   | 01.11.2010            | середня            | член Партії регіонів                    | тимчасово не працює                          |
| 11                                | Харлова Лідія Павлівна         | 01.11.2010            | вища               | член Партії регіонів                    | пенсіонер                                    |
| 13                                | Ляшук Володимир Григорович     | 01.11.2010            | вища               | член Партії регіонів                    | тимчасово не працює                          |
| 14                                | Кіш Сніжана Василівна          | 01.11.2010            | середня            | член Партії регіонів                    | тимчасово не працює                          |
| 15                                | Свіріденко Валентина Василівна | 01.11.2010            | середня            | член Партії регіонів                    | тимчасово не працює                          |
| 16                                | Табакова Тетяна Володимирівна  | 01.11.2010            | вища               | член Партії регіонів                    | тимчасово не працює                          |
| Політична партія «Союз Лівих Сил» |                                |                       |                    |                                         |                                              |
| 10                                | Удод Василь Дмитрович          | 01.11.2010            | вища               | член Політичної партії «Союз Лівих Сил» | тимчасово не працює                          |
| Самовисування                     |                                |                       |                    |                                         |                                              |
| 5                                 | Меносанов Кудус Енверович      | 01.11.2010            | вища               | позапартійний                           | ООО СОЦ «Єдінство», робочий                  |
| 8                                 | Дріга Олександр Іванович       | 11.08.2013            | середня спеціальна | член Партії регіонів                    | Кукушкінська сільська рада, землевпорядник   |
| 12                                | Харченко Світлана Миколаївна   | 11.08.2013            | середня спеціальна | позапартійна                            | тимчасово не працює                          |